# 체사레 알베르티
체사레 알베르티(Cesare Alberti)는 이탈리아의 축구선수였다. 공격수로 활동했으나, 1926년 어패류에 의한 바이러스성 감염으로 사망하였다.